# بينوا كوستيل
بينوا كوستيل، (ولد في 3 يوليو 1987 في مدينة كان في فرنسا-)، لاعب كرة قدم فرنسي في مركز حراسة المرمى، يلعب حالياً مع نادي رين وسبق له اللعب مع نادي سيدان ونادي كان ولعب مع منتخب فرنسا تحت 21 سنة لكرة القدم ويبلغ طوله 186 سم.

## روابط خارجية
- بينوا كوستيل على موقع الاتحاد الأوربي (الإنجليزية)
- بينوا كوستيل على موقع رابطة كرة القدم الفرنسية للمحترفين (الإنجليزية)
- بينوا كوستيل على موقع إي إس بي إن إف سي (الإنجليزية)
- بينوا كوستيل على موقع قاعدة بيانات كرة القدم.إي يو (الإنجليزية)
- بينوا كوستيل على موقع ليكيب (الفرنسية)
- بينوا كوستيل على موقع ناشيونال فوتبول تيمز (الإنجليزية)
- بينوا كوستيل على موقع Soccerbase.com (لاعب) (الإنجليزية)
- بينوا كوستيل على موقع Soccerway.com (الإنجليزية)
- بينوا كوستيل على موقع عالم كرة القدم.نت (الإنجليزية)
- بينوا كوستيل على موقع AS.com (الإسبانية)